# Felimare tricolor
Doris tricolore
Espèce
Synonymes
- Chromodoris tricolor (Cantraine, 1835)[1]
- Doris tricolor Cantraine, 1835[1]
- Felimare midatlantica (Gosliner, 1990)[1]
- Glossodoris tricolor (Cantraine, 1835)[1]
- Hypselodoris midatlantica Gosliner, 1990[1]
- Hypselodoris tricolor (Cantraine, 1835)[1]
- Mexichromis tricolor (Cantraine, 1835)[1]

Felimare tricolor, communément appelé le Doris tricolore, est une espèce de nudibranches de la famille des Chromodorididae.

## Description
Ce nudibranche mesure de 30 à 40 millimètres. Son manteau bleu tacheté de blanc est parcouru par une ligne médiane (jaune ou blanche), débutant entre les rhinophores. Ceux-ci sont pennées, bleu avec une pointe blanche au bout. Le pied est visible, non recouvert par le manteau qui est bordé d'une ligne jaune orangé. Deux fines lignes blanches soulignent les flancs et les feuillets du panache branchial.

## Biotope
Il vit entre 5 et 60 mètres de profondeur à l'Ouest de la mer Méditerranée, l'Adriatique et dans l'Atlantique Est adjacent. Il se nourrit des éponges Cacospongia, Spongia et Dysidea.

## Étymologie
Tricolor vient de sa robe à trois couleurs.

## Espèces similaires
- Doris céleste, Felimare orsinii (Vérany, 1846), celui-ci est plus petit
- Doris de Fontandrau, Felimare fontandraui (Pruvot-Fol, 1951), robe plus translucide, rhinophores et panache plus foncés.